# Excavata
Excavata (česky exkaváti) byla protistní infraříší, později povýšenou na jednu z šesti základních eukaryotických superskupin, uznávanou cca mezi lety 2003 – 2019. Později byla odhalená jako nepřirozené (parafyletické) seskupení několika vývojových linií, které je proto v odborné terminologii uváděné jako „Excavata“ (v uvozovkách)  nebo nazývané obecným jménem Excavates; status superskupin převzaly dvě hlavní exkavátní linie – Discoba a Metamonada.
Návrh na seskupení původně samostatných skupin na základě tzv. exkavátní hypotézy byl formulován již na konci 20. století, jako taxon (infraříše) byla Excavata formálně vytvořena v roce 2002 Cavalier-Smithem.
Nepřirozenost exkavát vyplynula z moderních hypotéz o kořeni fylogenetického stromu eukaryot. Sám Cavalier-Smith již v r. 2009 přiznával parafyletismus exkavát, když kladl kořen dovnitř krásnooček (v širším smyslu, tj. Euglenozoa). Přirozenost exkavát je neslučitelná i s většinově uznávanou hypotézou, která kořen klade mezi Opimoda (exkavátní malawimonády společně s Podiata) a Diphoda (exkavátní Discoba a pravděpodobně i metamonády společně s Diaphoretickes, Hemimastigophora a případně Provora, pokud nejsou v Diaphoretickes), navrženou již v r. 2014.

## Popis
Excavata jsou zpravidla jednobuněčné organismy s centrálním cytostomem (buněčná ústa) ve tvaru rýhy. V něm kmitá bičík, který svým pohybem přihání drobné organismy. Druhý bičík směřuje dopředu a slouží k pohybu. Mnozí exkaváti však tyto znaky druhotně ztratili, např. přichází o cytostóm, centrální bičík, a podobně, přesto se do této skupiny stále řadí. Za zmínku stojí mitochondrie exkavát, která je často zvláštní. Někteří exkaváti, jako krásnoočko (Euglena), jsou autotrofní, obsahují totiž plastid získaný sekundární endosymbiózou (pozřením zelené řasy).

## Klasifikace
K exkavátům se řadí namátkou krásnoočko (Euglena), Naegleria fowleri a parazitická Trichomonas vaginalis, ale také mnohobuněčné acrasidní hlenky (Acrasida), které ovšem s hlenkami (Eumycetozoa) mají z genetického hlediska pramálo společného. 
V současnosti (rok 2025) jsou do "Excavates" řazeny dvě superskupiny – Discoba a Metamonada, a navíc malawimonády, nepočetná bazální linie s dosud nevyjasněným postavením. Protistology uznávaná klasifikace vypadá takto:
- Discoba
  - Jakobida
  - Tsukubamonadida – tsukubamonády
  - Heterolobosea – (zast.) améboflageláti
  - Euglenozoa – krásnoočka v širším smyslu
- Malawimonadidae – malawimonády
- Metamonada – metamonády
  - Fornicata Simpson, 2003 (zejm. diplomonády a retortamonády)
  - Parabasalia – bičenkovci
  - Preaxostyla Simpson 2003 (např. oxymonády)